# 오미치 히로유키
오미치 히로유키(일본어: 大道 広幸, 1987년 6월 25일 ~ )는 일본의 전 축구 선수이다.

## 구단 경력
과거 가시마 앤틀러스, 파지아노 오카야마, AC 나가노 파르세이루, 그루자 모리오카에서 활동하였다.